# Calamus arctifrons
 Calamus arctifrons és un peix teleosti de la família dels espàrids i de l'ordre dels perciformes.

## Morfologia
Pot arribar als 25 cm de llargària total.

## Distribució geogràfica
Es troba a les costes centrals de l'Atlàntic occidental (des del sud de Florida fins a Louisiana. També a l'est del Golf de Mèxic).